# أداموفكا (مقاطعة أورنبرغ)
أداموفكا (بالروسية: Адамовка) هي مدينة في مقاطعة أورنبرغ أوبلاست في روسيا. يبلغ عدد سكانها حوالي 7825 نسمة.